# Lenore Aubert

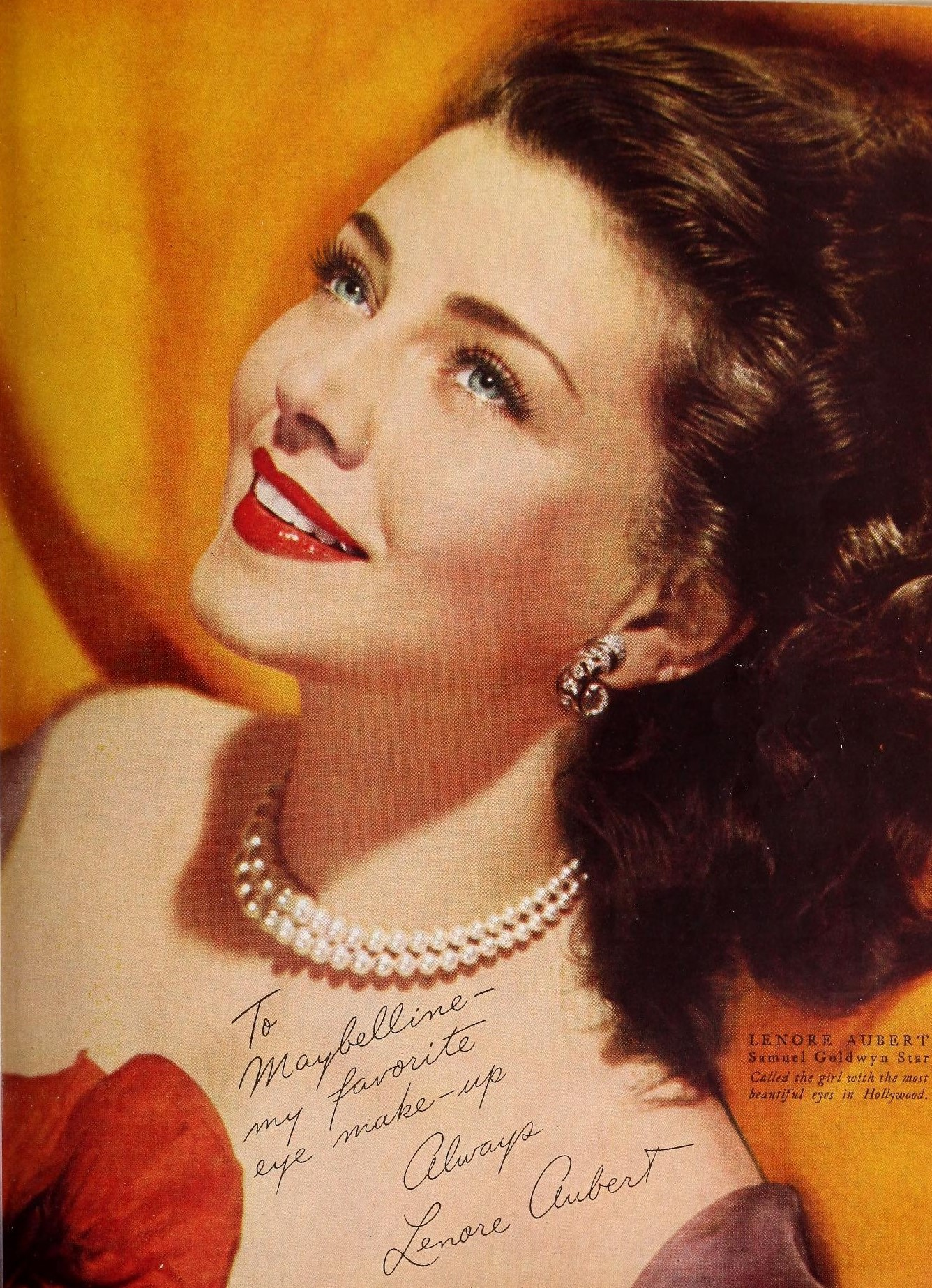
Lenore Aubert auf einem zeitgenössischen Filmplakat

Lenore Aubert (* 18. April 1913 als Eleonore Maria Leisner in Cilli, Österreich-Ungarn; † 31. Juli 1993 in Great Neck (New York)) war eine austro-amerikanische Schauspielerin.

## Leben
Sie war Tochter von Oskar Leisner, eines Regimentsarztes und ab 1917  Stabsarztes der österreichisch-ungarischen Armee, und Thea Leisner, geborene Weingarten. Die Matrik der Pfarre Sankt Daniel in Cilli gibt als Geburtsadresse Ringstraße 8 an.
Leisner zog als junge Frau von der Steiermark nach Wien, um dort – gegen Willen ihrer Eltern – Schauspielunterricht zu nehmen.
Sie erhielt anfangs nur Aufgaben als Statistin in Filmen. Ab Mitte der 1930er-Jahre kam sie zu Engagements im Theater an der Wien. Als Ernst Lubitsch Ende 1937 für Hintergrundaufnahmen für seinen Film Blaubarts achte Frau nach Wien reiste, wurde die 19-Jährige von einem Hollywood-Filmteam ausgewählt, um als Double für Claudette Colbert, die in den USA geblieben war, einzuspringen. 
Mit ihrem Ehemann Julius Altmann verließ Eleonore Altmann nach dem Anschluss Österreichs noch 1938 das Land und ging über Paris, Portugal und Spanien in die USA. In New York fand sie Beschäftigung als Fotomodell sowie bei Samuel Goldwyn Pictures als Filmschauspielerin. Goldwyn verpasste ihr den französisch klingenden Künstlernamen Lenore Aubert. Im  Film „They Got Me Covered“ arbeitete sie mit Persönlichkeiten wie Bob Hope und dem ebenfalls aus Österreich stammenden Otto Preminger zusammen.
Die Ehe mit Julius Altman wurde im Jahr 1956 geschieden. Von 1959 bis zur Scheidung 1974 war sie mit Milton Greene verheiratet.
Trotz einer nicht unbeachtlichen Liste von Filmrollen (siehe Filmografie) konnte sie keinen wesentlichen Durchbruch in ihrer Karriere erreichen. 1950 verließ sie Hollywood und drehte kurz in Folge in Deutschland und Frankreich je einen Film. Bis 1959 lebte sie in Europa.
Ab 1979 war sie in New York bei einer Teilinstitution der Vereinten Nationen (United Nations activities and housing section, lt. Jim McPherson) und beim American Museum of Natural History karitativ und kulturell aktiv.
Zahlreiche Details ihres Lebens und Filmschaffens kamen im Jahr 1987 durch ein Interview von Jim McPherson in der Zeitung Toronto Sun an die Öffentlichkeit.
Sie wurde in New York bestattet.

## Trivia
Medial wurde sie nach 1945  in Österreich als Wienerin gehandelt, ihr Vater als Zahnarzt.

## Filmografie
| Entstehungsjahr | Englischsprachiger Titel                           | Deutschsprachiger Titel                  | Rolle                          |
| --------------- | -------------------------------------------------- | ---------------------------------------- | ------------------------------ |
| 1938            | Bluebeard's Eighth Wife                            | Blaubarts achte Frau                     |                                |
| 1943            | They Got Me Covered                                |                                          | Mrs. Vanescu                   |
| 1944            | Passport to Destiny                                |                                          | Grete Neumann                  |
| 1944            | Action in Arabia                                   |                                          | Mounirah al-Rashid             |
| 1945            | Having Wonderful Crime                             |                                          | Gilda Mayfair                  |
| 1946            | The Catman of Paris                                |                                          | Marie Audet                    |
| 1946            | The Wife of Monte Cristo                           | Die Gräfin von Monte Christo             | Gräfin von Monte Cristo Haydée |
| 1947            | The Other Love                                     | Eine brennende Liebe                     | Yvonne Dupré                   |
| 1947            | I Wonder Who's Kissing Her Now                     |                                          | Fritzi Barrington              |
| 1947            | The Prairie                                        |                                          | Ellen Wade                     |
| 1948            | The Return of the Whistler                         | Die Rückkehr des Whistler                | Alice Dupres Barkley           |
| 1948            | Abbott and Costello Meet Frankenstein              | Abbott und Costello treffen Frankenstein | Sandra Mornay                  |
| 1949            | Barbary Pirate                                     |                                          | Zoltah                         |
| 1949            | Abbott and Costello Meet the Killer, Boris Karloff |                                          | Angela Gordon                  |
| 1949            | The Silver Theatre                                 |                                          |                                |
| 1949            | Suspense                                           |                                          |                                |
| 1950            | Actor's Studio                                     |                                          |                                |
| 1950            | Famous Jury Trials                                 |                                          |                                |
| 1950            |                                                    | Falschmünzer am Werk                     | Madame Winter                  |
| 1952            | Une fille sur la route                             |                                          | Princesse Véra                 |